# Cylindromyia hemimelaena
Cylindromyia hemimelaena är en tvåvingeart som först beskrevs av Mario Bezzi år 1923.  Cylindromyia hemimelaena ingår i släktet Cylindromyia och familjen parasitflugor.
Artens utbredningsområde är Seychellerna. Inga underarter finns listade i Catalogue of Life.